# Diplazon deletus
Diplazon deletus är en stekelart som först beskrevs av Thomson 1890.  Diplazon deletus ingår i släktet Diplazon och familjen brokparasitsteklar. Arten är reproducerande i Sverige. Utöver nominatformen finns också underarten D. d. fuscifemoratus.